# Willy Stähle

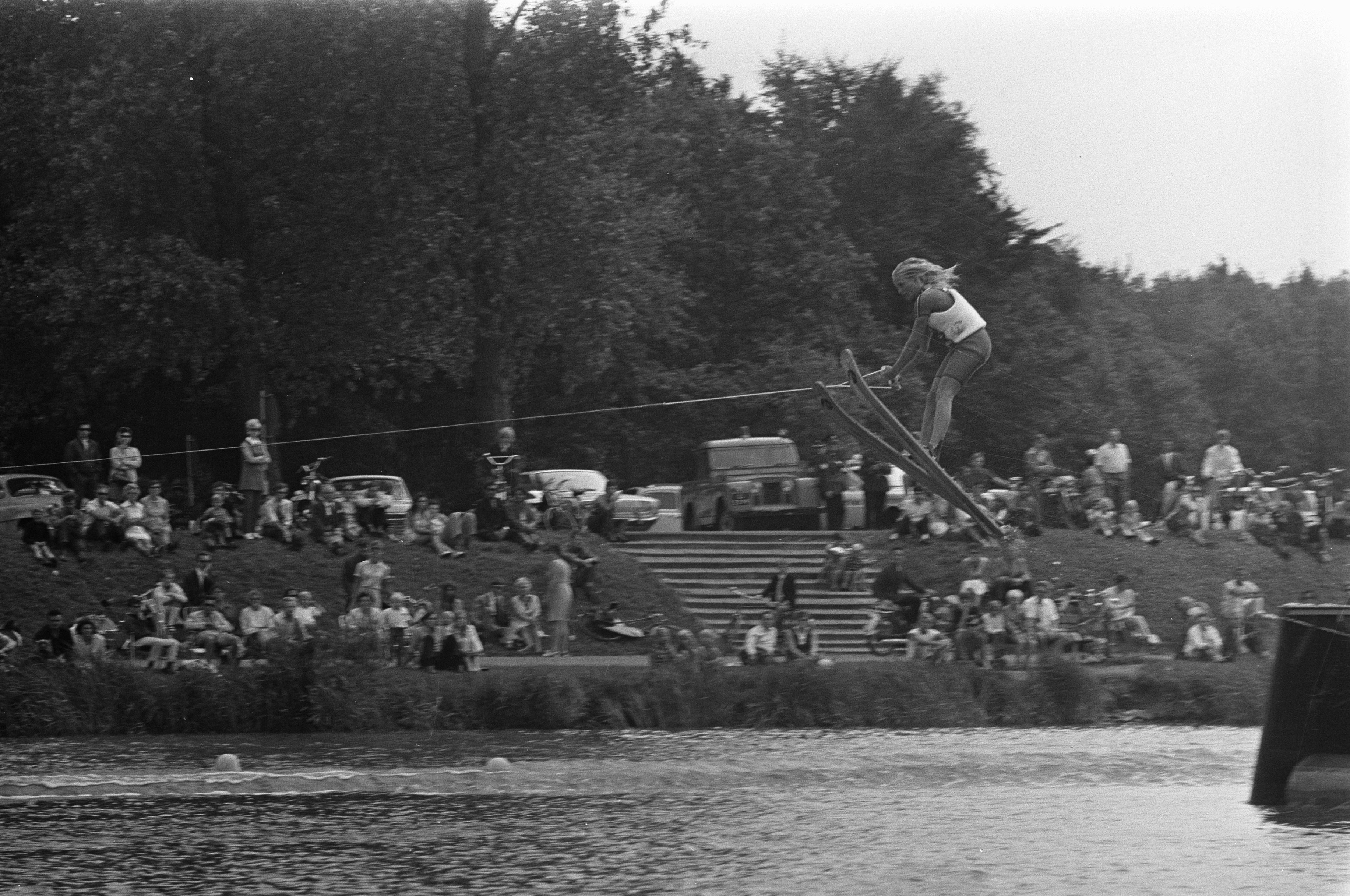
Willy Stähle (NK Waterskiën, Bosbaan, 1969)

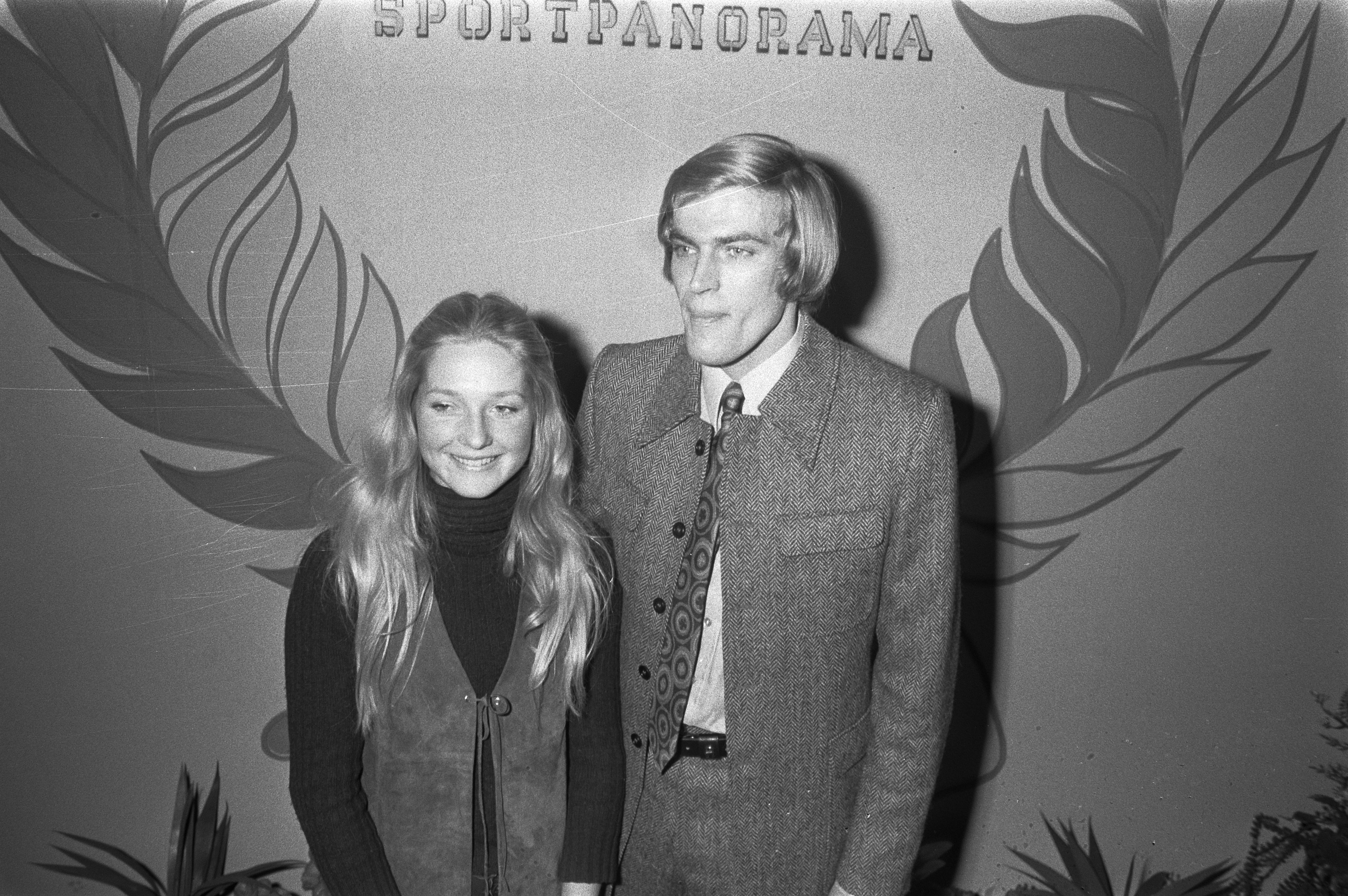
Stähle Sportvrouw van het jaar (1971) naast Ard Schenk, die dat jaar werd uitgeroepen tot Sportman van het jaar.

Willy Juana Stähle (Amsterdam, 16 juni 1954 – aldaar, 27 augustus 2015) was een Nederlandse wereld- en Europees kampioene waterskiën. In 1972 won ze op de Olympische Spelen van München goud op het onderdeel figuren, waar waterskiën als demonstratiesport op het programma stond. Ze won er tevens zilver bij de slalom. In 1971 werd ze in Nederland sportvrouw van het jaar.

## Levensloop

### Jeugd
In haar jeugd woonde Stähle twaalf jaar in Venezuela waar ze via haar vader begon met waterskiën. Weer in Nederland woonde het gezin in Bergen en doorliep ze de gemeentelijke HAVO in Alkmaar.

### Sportloopbaan
In 1968 debuteerde Willy Stähle al en meteen als Nederlands kampioene waterskiën op het onderdeel schansspringen en op de tweede plaats bij figuren en slalom. Er volgden nog vele nationale medailles. Op haar vijftiende werd ze Europees jeugdkampioene.
Ze werd in 1971, op zeventienjarige leeftijd, tijdens de wereldkampioenschappen waterskiën in Banyoles (Spanje) wereldkampioene op het onderdeel figuren. Bij het schansspringen behaalde ze in dat jaar ook nog een bronzen medaille. Door die prestaties werd ze in Nederland in 1971 uitgeroepen tot sportvrouw van het jaar. In 2006 kreeg ze alsnog het daarbij behorende Jaap Edenbeeldje. In 1973 behaalde ze bij de wereldkampioenschappen in Bogota de zilveren medaille op het onderdeel figuren.
Op de Olympische Spelen te München, waar waterskiën een demonstratiesport was, haalde ze op het onderdeel figuren een gouden medaille. Bij het onderdeel slalom wist ze de zilveren medaille te behalen en op het onderdeel schansspringen werd ze vierde.

### Latere leven
In 1975 stopte Stähle met de wedstrijdsport om de opleiding fysiotherapie in Utrecht te gaan volgen. Op 7 augustus 1983 liep ze door een ongeluk bij het parachutespringen bij vliegveld Teuge een dwarslaesie op, waarna ze moest stoppen met haar praktijk als fysiotherapeute. Na haar revalidatie studeerde ze kort aan de Gerrit Rietveld Academie. In 1986 volgde het televisieprogramma Vinger aan de Pols haar tijdens de voorbereiding en een parachutesprong.
In 2000 werd ze geïnterviewd voor het televisieprogramma Sportpaleis De Jong. Eind 2006 verbrak ze de banden met haar sportverleden en leefde ze verder in volledige anonimiteit. In 2011 was Willy Stähle het onderwerp van een aflevering van Andere Tijden Sport. Ze werkte niet mee aan het programma, maar trad na de uitzending alsnog in contact met documentairemaker Marcel Goedhart en enkele oud-vriendinnen die eraan hadden meegewerkt.
Stähle overleed in 2015 op 61-jarige leeftijd. Ze ligt begraven in een familiegraf op Zorgvlied in Amsterdam.

## Palmares
Nederlands kampioenschap
Overall winnaar: 1972, 1973, 1975
Europees kampioenschap
- 1970 - Canzo (It) - 1e schansspringen, 1e figuren, 1e slalom, 1e overall
- 1971 - Canzo (It) - 1e schansspringen
- 1972 - Temple-sur-Lot (Fr) - 1e schansspringen, 1e figuren, 1e slalom, 1e overall
- 1973 - Vilvoorde (B) - 1e figuren
- 1974 - Hartebeespoort (SAF) - 1e overall
- 1975 - Trier (D) - 1e figuren, 1e slalom, 1e overall

Wereldkampioenschap
- 1971 - Banyoles (Sp) - Figuren: 1e
- 1973 - Bogota (Col) - Figuren: 2e

Olympische Spelen
- 1972 - München - 1e figuren, 2e slalom, 4e schansspringen

Sportprijsverkiezing Nederland
- 1971 - Sportvrouw van het jaar